# تیمبیکی (کائوکا)
تیمبیکی (کائوکا) (به اسپانیایی: Timbiqui, Cauca) یک سکونتگاه مسکونی در کلمبیا است که در بخش کائوکا واقع شده‌است.